# 椎名もた
椎名 もた（しいな もた、本名: 溝口 遼、1995年〈平成7年〉3月9日 - 2015年〈平成27年〉7月23日）は、日本のソングライター・ボカロPである。ニコニコ動画を中心に、VOCALOID曲を発表していた。U/M/A/A所属。

## 概要
石川県小松市生まれで、上京後は神奈川県川崎市に在住していた。愛称に「ぽわぽわP」「仁王立ち」「Pico」「古河のろ」など、別名義に「highcolor_sunz(ハイカラさん)」がある。
代表曲に「ストロボラスト」「アストロノーツ」「Q」「少女A」などがあり、本人投稿による遺作は「赤ペンおねがいします」。

## 生涯
姉が小学2年生の時からエレクトーンを始めていた影響から、4歳の時からエレクトーンを始めた。しかし、エレクトーン教室の先生は体育会系で、泣きながらエレクトーンを練習していたという。また、上達が見られなくなった中学校2年生ごろからエレクトーン自体の練習は疎かになっていったという。小学校5年生の時にはマーチングバンドに入り、中学校の時は吹奏楽部に入部した。しかし、女子の先輩からの虐めを受けて吹奏楽部を退部し、同時期に初音ミクと出会った。中学2年生の時、ゲーム『東方Project』をしている友人の影響と、YouTube上でのネタ動画の影響を受けてニコニコ動画に入り、そこで聴いたラヴリーPの『VOiCE』に衝撃を受けて、DTMを始めた。その後、FL Studioと初音ミクをお年玉で購入し、本格的に音楽活動を始めた。
14歳の時に音楽活動を開始し、VOCALOID曲をニコニコ動画を中心に発表していた。2011年初頭に一時期、活動休止をしたが、半年後に音楽活動を再開した。また、サカナクションの山口一郎の「マジョリティの中でマイノリティを勝ち取るのがロックだ」という言葉を知ってからは、自身の音楽スタイルを貫き通す決意をしたとも話している。
2012年3月、16歳の時に1stアルバム『夢のまにまに』をリリースした。2013年2月に『コケガネのうた』をリリース後、椎名は「憧れだった」というDECO*27、sasakure.UK、Buffalo Daughterなどが所属するエレクトロミュージック系レーベル「U/M/A/A」へ移籍を果たす。また、高校を中退した17歳の時より上京して一人暮らしを始めた。20歳の誕生日を控えた2015年3月には3rdアルバム『生きる』をリリースした。
2015年7月23日に死去した。20歳没。死去当日にはVOCALOID曲「赤ペンおねがいします feat.初音ミク」を投稿していた。死因は公表されず、葬儀・告別式は近親者のみで実施された。通夜は、遺族の意向を受けてDJの参加するイベント形式で実施された。
2019年7月、椎名もた（ぽわぽわP）の未発表音源集『故に。』がリリースされた。椎名もたの新作アルバム用のデモ曲をもとにして、KTG、Michica Yo、Sasanomalyなどのメンバーがアレンジを手がけた。また、「故に。」発売に伴い、「GINGA presents 椎名もた / 故に。リリースパーティ『故に、PWPWP』」の実施に向けて、CAMPFIRE上でのプロジェクトも行われた。
2023年3月には『生きる』のアルバムに入っていた「少女A」をカバーした「少女A (one day After Another Remix)」がリリースされた。これにはササノマリイがリミックスに携わった。
2024年7月14日（椎名の日）には「少女A」のYouTubeでの再生回数がボーカロイド曲で「グッバイ宣言」や、「ECHO」に続く3曲目の1億回再生を超えた。
2025年3月には「少女A」のYoutubeでの再生回数が「グッバイ宣言」を超え、ボーカロイド曲で最も再生された曲となった。

## 交友関係
同じくボカロPの市瀬るぽとは同郷かつ幼稚園の頃からの幼馴染で、椎名に誘われたことが自身のルーツであると語っている。
イラストレーターのなつやは、小学生の時に『アストロノーツ』と出会い、初めて聴いた時には「涙が溢れた」と話しており、海に行くたびに椎名もたの曲を思い出す、と語っている。
同時期にニコニコ動画にてVOCALOID活動をしていたササノマリイは椎名と生前交友関係にあり同じライブへの出演するなど関係が深かった。
生前椎名自身のインタビューや関係者のインタビューではがササノのライブと曲が凄いと語っていた。
また、ササノ自身も自分の好きなボカロ曲というインタビューにて椎名のことを友人でありライバルであると語り、椎名の曲である「そらのサカナ」を大切な曲であると紹介した。
作曲家、ボカロPである黒魔は椎名と交友が深く、黒魔自身も椎名死後のアルバム作成に参加している。

## リリース

### アルバム
| No. | リリース      | 名前                       | 出典   |
| --- | ------------- | -------------------------- | ------ |
| 1   | 2012年3月7日  | 夢のまにまに               | [ 15 ] |
| 2   | 2013年10月9日 | アルターワー・セツナポップ | [ 16 ] |
| 3   | 2015年3月4日  | 生きる                     | [ 17 ] |
| -   | 2019年7月24日 | 故に。                     | [ 10 ] |

### EP
| No. | 発表日       | 名前           | 出典   |
| --- | ------------ | -------------- | ------ |
| 1   | 2013年3月6日 | コケガネのうた | [ 18 ] |

### 他アルバムへの参加
| アーティスト名 | アルバム名 | 補足                                     | 出典   |
| -------------- | ---------- | ---------------------------------------- | ------ |
| ASA-CHANG&巡礼 | まほう     | 椎名もたの未発表曲「行間に花ひとつ」収録 | [ 21 ] |